# Paradiphascon manningi
Paradiphascon manningi är en djurart som tillhör fylumet trögkrypare, och som beskrevs av Hieronymus Dastych 1992. Paradiphascon manningi ingår i släktet Paradiphascon och familjen Hypsibiidae. Inga underarter finns listade i Catalogue of Life.